# Сан Бенедето Вал ди Самбро
Сан Бенедето Вал ди Самбро (итал. San Benedetto Val di Sambro) је насеље у Италији у округу Болоња, региону Емилија-Ромања.
Према процени из 2011. у насељу је живело 655 становника. Насеље се налази на надморској висини од 635 м.

## Становништво
| 1931. | 1936. | 1951. | 1961. | 1971. | 1981. | 1991. | 2001. | 2011. |
| ----- | ----- | ----- | ----- | ----- | ----- | ----- | ----- | ----- |
| 7.309 | 7.005 | 6.074 | 5.098 | 4.239 | 4.074 | 4.160 | 4.375 | 4.393 |